# Scherers
Scherers ist ein deutscher Familienname.

## Herkunft und Bedeutung
Scherers ist ein Berufsname für einen für einen Bartscherer oder Barbier.

## Varianten
- Scheerer, Scheerers, Schehrer, Scherer, Scherrer, Scherrers

## Namensträger
- Bernd Scherers (* 1953), deutscher Kirchenmusiker und Hochschullehrer